# Georges Vandenbeusch
Georges Vandenbeusch, né le 22 octobre 1971 à Meudon (Hauts-de-Seine), est un prêtre catholique français, otage de l'organisation terroriste Boko Haram entre le 13 novembre 2013 et le 31 décembre 2013.

## Biographie

### Enfance
Fils unique, Georges, dans la nuit du 20 août 1979, accompagne ses parents Jean-Louis Vandenbeusch, ingénieur commercial, et sa femme Janine à bord d'un voilier pour faire le tour de la Corse. L’hélice se bloque, les plaisanciers se jettent à l’eau ; seul le petit Georges, alors âgé de 7 ans, regagne le rivage, aidé par son gilet de sauvetage. On retrouve le corps de sa mère, jamais celui de son père. Maintenant orphelin, Georges Vandenbeusch est élevé par ses grands-parents à Meudon.

### Vie sacerdotale
Il étudie au lycée Notre-Dame de Meudon, puis est ordonné prêtre en 1998 pour le diocèse de Nanterre. Le père Georges Vandenbeusch occupe alors la charge de vicaire à Rueil-Malmaison, avant de devenir en 2002, curé de l'église Saint-Jean-Baptiste de Sceaux. 
En 2009, il reçoit la médaille de bronze de Florian pour son implication dans la félibrée de Sceaux.
En 2011, il décide de quitter la région parisienne pour devenir prêtre Fidei donum à Nguetchewe dans l’extrême nord du Cameroun, à la frontière nigériane, afin d'aller porter la foi dans des zones reculées et instables,.

### Otage deBoko Haram
Le 13 novembre 2013, il est enlevé, à Koza, par une quinzaine d'hommes armés se réclamant d'Ansaru et de Boko Haram. Il est libéré sept semaines plus tard. Boko haram déclare alors à l'AFP n'avoir reçu aucune rançon et affirme que : « La direction a décidé de libérer le prêtre par compassion. Le prêtre a offert ses services médicaux à des membres [du groupe] malades pendant sa période de captivité. La direction a senti qu'il n'y avait plus besoin de le garder. » Ces propos sont cependant contestés par Georges Vandenbeusch, qui déclare : « Je ne suis ni infirmier ni médecin. S'ils m'avaient amené quelqu'un à soigner avec une hémorragie, j'aurais fait ce que je pouvais, mais ils ne l'ont pas fait. Ils n'ont de compassion pour personne »

### Vie post-otage
Le 24 janvier 2014, il fait partie de la délégation du président François Hollande lors de sa visite au pape François. La rencontre est alors marquée par la chaleureuse accolade du pape : « Mon frère, je suis très heureux de vous voir ».
Très vite, l'abbé Vandenbeusch reprend son ministère au sein de la paroisse Saint-Pierre-Saint-Paul de Courbevoie, dont il est officiellement nommé curé en septembre 2015.
Il est nommé vicaire général du diocèse de Nanterre en juin 2020.